# Amegilla insignata
Amegilla insignata är en biart som beskrevs av Brooks 1988. Amegilla insignata ingår i släktet Amegilla och familjen långtungebin. Inga underarter finns listade i Catalogue of Life.